# Phyllophila yangtsea
Phyllophila yangtsea là một loài bướm đêm trong họ Noctuidae.